# Rúnar Kristinsson
Rúnar Kristinsson (né le 5 septembre 1969 à Reykjavik) est un footballeur islandais qui évoluait au poste de milieu de terrain.

## Biographie
Il a commencé sa carrière dans le petit club du Leiknir Reykjavík avant de rejoindre le club voisin du KR Reykjavík. Ses bonnes performances ont attiré certains clubs étrangers, et très vite, il a été transféré au Örgryte IS, en Suède.
En 1997, il part pour le Lillestrøm SK, en Norvège. En 2000, il part pour le KSC Lokeren, en Belgique, où il joue jusqu'en mai 2007.
Il est retourné dans son pays natal et dans le club qui l'a révélé, le KR Reykjavík, en mai 2007 pour une dernière et ultime saison.
Kristinsson détient aussi le record de sélections avec l'équipe d'Islande avec 106 pour 3 buts, de 1987 à 2004.

## Palmarès
KR Reykjavík
- Vainqueur de la Coupe d'Islande (1) : 1994